# Daisy McCrackin
Daisy McCrackin (ur. 12 listopada 1981 w hrabstwie Marin) – amerykańska aktorka filmowa i telewizyjna.
Wychowywała się w San Francisco, obecnie mieszka w Los Angeles.

## Filmografia
- Zło pod podłogą (A Crack in the Floor, 2000) jako Heidi
- Anioł Ciemności (2000) jako Bethany Chaulk
- 3000 mil do Graceland (3000 Miles to Graceland, 2001) jako Megan
- The Huntress (2001) jako Sierra
- Special Unit 2 (2002) jako Natalie/Djinn/Genie
- Halloween: Resurrection (2002) jako Donna Chang
- Peak Experience (2003) jako Heather Peters
- Dowody zbrodni (Cold Case, 2003) jako Tina Bayes
- The Division  (2004)
- Love & Suicide (2005) jako Nina
- The Unseen (2005) jako Veronica
- Hollywood Horror (2008)
- Till Death Do Us Part (2009) jako Cristal
- Venus & Vegas (2010) jako Jill
- Atlas Shrugged: Part I (2011) jako Clerk

## Dyskografia
- The Rodeo Grounds (2009)[6]
- God Willing (2011)[7]